# Octacílio Nóbrega de Queiroz
Octacílio da Nóbrega de Queiroz (Patos, 31 agosto de 1913 - Brasília, 29 de setembro de 1998), foi um político brasileiro.

## Biografia
Filho do casal Bertino Eudócio de Medeiros Queiroz e Emerentina Nóbrega de Queiroz, fez o primário em sua cidade natal, com os seguintes professores: Maria Nunes de Figueiredo e Alfredo Lustosa Cabral. Ingressando no Curso Ginasial de Patos, se transferiu para o Instituto São José. A conclusão do ciclo se deu em 1935, no Liceu Paraibano, em João Pessoa. No ano de 1936, fez curso Pré-Jurídico  no Ginásio Pernambucano e bacharelou-se em Ciências Jurídicas e Sociais na Faculdade de Direito do Recife. Realizou depois, curso do Conselho Nacional de Economia, no Rio de Janeiro, sendo aluno do ministro Mário Henrique Simonsen.
Através do ato do interventor da Paraíba, Odon Bezerra Cavalcanti , datado de 07 de março de 1946, foi nomeado promotor interino da Comarca de Patos e posteriormente foi para a condição de titular, noventa dias depois. Se elegeu deputado estadual em duas legislaturas, a partir da Constituinte de 1947. Também foi responsável pela apresentação de projetos para criação dos municípios de Malta e São José de Espinharas. Atuou de 1975 a 1983, como deputado federal, participando ativamente como vice-presidente da Comissão de Ciência e Tecnologia; foi integrante, como membro da  delegação parlamentar da Câmara dos Deputados à União Soviética, em 1981, e à República Popular da China, em 1982, além de viagens para a Europa, Japão e Índia.
Já nas eleições de 15 de novembro de 1982, disputou pelo PMDB, ficou novamente na primeira suplência, com um total de 29.997 votos. Devido a eleição do deputado Antônio Carneiro Arnaud para a Prefeitura de João Pessoa, em 1985, retornou a condição de titular e ficou no cargo até o fim de 1987. No intento de continuar no parlamento, obteve pouco mais de 18 mil votos, no ano anterior, conquistando a segunda suplência.
Por causa de nova Lei Eleitoral aliada a participação exagerada de candidatos, abandonou de maneira definitiva a Política. Com sua esposa Dirce Wanderley Nóbrega, prosseguiu morando em Brasília com seus livros e a família. Culto e dedicado às pesquisas, com a publicação de vários estudos fazendo referência a retrospectiva do estado da Paraíba, foi membro do Instituto Histórico e Geográfico da Paraíba.
Falecido em 29 de setembro de 1998, deixou quatro filhos e duas filhas, tendo sido sepultado no Cemitério Campo da Esperança, em Brasília.

## Atuação na imprensa
Fundou o Jornal Reflexo, órgão de comunicação estudantil, além de figurar no meio dos colaboradores da Revista Luta. Tornou-se redator do “Diário de Pernambuco”, no período de 1936 a 1940, quando nesta época retornou para João Pessoa e desenvolveu a mesma função no Jornal A União, assumindo a direção do jornal e também da Imprensa Oficial,  entre 23 de fevereiro de 1943 e 27 de abril de 1944, quando foi nomeado professor do Liceu Paraibano. Também escreveu para o Correio da Paraíba, o Norte, o Estado, o Jornal do Comércio (em Recife) e Jornal da Manhã (no Rio de Janeiro).
No ano de 1954, não teve sucesso nas eleições, retornando aos quadros de A União, mantendo a coluna De Hoje & de Ontem, tratando vários temas com destaque para questões do semiárido nordestino. Retornando à direção do jornal no intervalo de 15 de janeiro a 30 de julho de 1958, se afastou do cargo na tentativa de voltar à Assembleia, pelo PSD.

## Obras
Publicou diversos títulos, entre eles:
- O Cardeal Mindszenty e o Espírito Anti-Religioso (1949)
- O Homem Gordo do Tauá (1968);
- Por uma Universidade Federal para Campina Grande (1975);
- Uma voz no Plenário (1976);
- Weder e a Política Nacional (1976);
- De um e outros Juízes (1976);
- Código de Água e outros dizeres (1977);
- Nome, Política e Debates (1977);
- Nordeste e Energia Solar (1977);
- Falando para o Povo (1978);
- A Federação e outros temas (1980);
- Discursos Regionais e Memórias de Nomes (1981).